# Chemiorecettore
Un chemiorecettore, o chemiocettore o chemorecettore, è un recettore sensoriale, un organello microscopico costituito da terminazioni nervose che rispondono a stimoli chimici. Essi sono alla base di alcuni sensi quali il gusto e l'olfatto. Sono esempi di chemiorecettori le cellule dei glomi, i recettori gustativi ed olfattivi.
Le papille gustative consentono di rilevare sostanze chimiche per trovare cibo, individui con cui accoppiarsi, evitare predatori. La chemiorecezione è anche un importante metodo di comunicazione intraspecifica per scambiarsi informazioni su potenziali compagni e pericoli. Esse riconoscono le diverse molecole che caratterizzano il cibo; ognuna di esse si presenta come una capsula epiteliale ovale contenente circa 100 recettori. La membrana plasmatica all'estremità apicale di ogni recettore gustativo presenta microvilli che si estendono sulla superficie della lingua. 
L'olfatto percepisce sostanze gassose che raggiungono i recettori olfattivi attraverso l'aria. Un chemiocettore fondamentale è l'epitelio olfattivo.